# Lowlāk-e Kaslīān
Lowlāk-e Kaslīān (persiska: لولاك كسليان, لولَكِ كِسِليان, لولَكِ كِسِلِيان) är en ort i Iran.   Den ligger i provinsen Mazandaran, i den norra delen av landet, 160 km öster om huvudstaden Teheran. Lowlāk-e Kaslīān ligger 673 meter över havet och antalet invånare är 211.
Terrängen runt Lowlāk-e Kaslīān är kuperad.Runt Lowlāk-e Kaslīān är det ganska glesbefolkat, med 34 invånare per kvadratkilometer. Närmaste större samhälle är Pol-e Sefīd, 9,3 km söder om Lowlāk-e Kaslīān. I omgivningarna runt Lowlāk-e Kaslīān växer i huvudsak blandskog.